# Hediste limnicola
Hediste limnicola är en ringmaskart som först beskrevs av Johnson 1903.  Hediste limnicola ingår i släktet Hediste och familjen Nereididae. Inga underarter finns listade i Catalogue of Life.